# M 75 (звёздное скопление)
Шаровое скопление M 75 (также известное как Объект Мессье 75 или NGC 6864) является шаровым скоплением в созвездии Стрельца.

## История открытия
Скопление было открыто Пьером Мешеном в ночь с 27 на 28 августа 1780 года.
После наблюдения скопления в ночь с 5 на 6 октября 1780 года и получения его координат Шарль Мессье включил скопление в свой каталог астрономических объектов.
Уильям Гершель выделил отдельные звезды в скоплении в 1784 году.

## Интересные характеристики
M 75 находится на расстоянии около 67500 световых лет от Земли. Его видимый размер соответствует реальному радиусу в 65 световых лет. Оно относится к классу I, что означает — скопление M 75 одно из самых концентрированных шаровых скоплений среди известных. Звёздная величина M 75 около −8,5. Его светимость в 180000 раз превышает светимость Солнца.

## Наблюдения

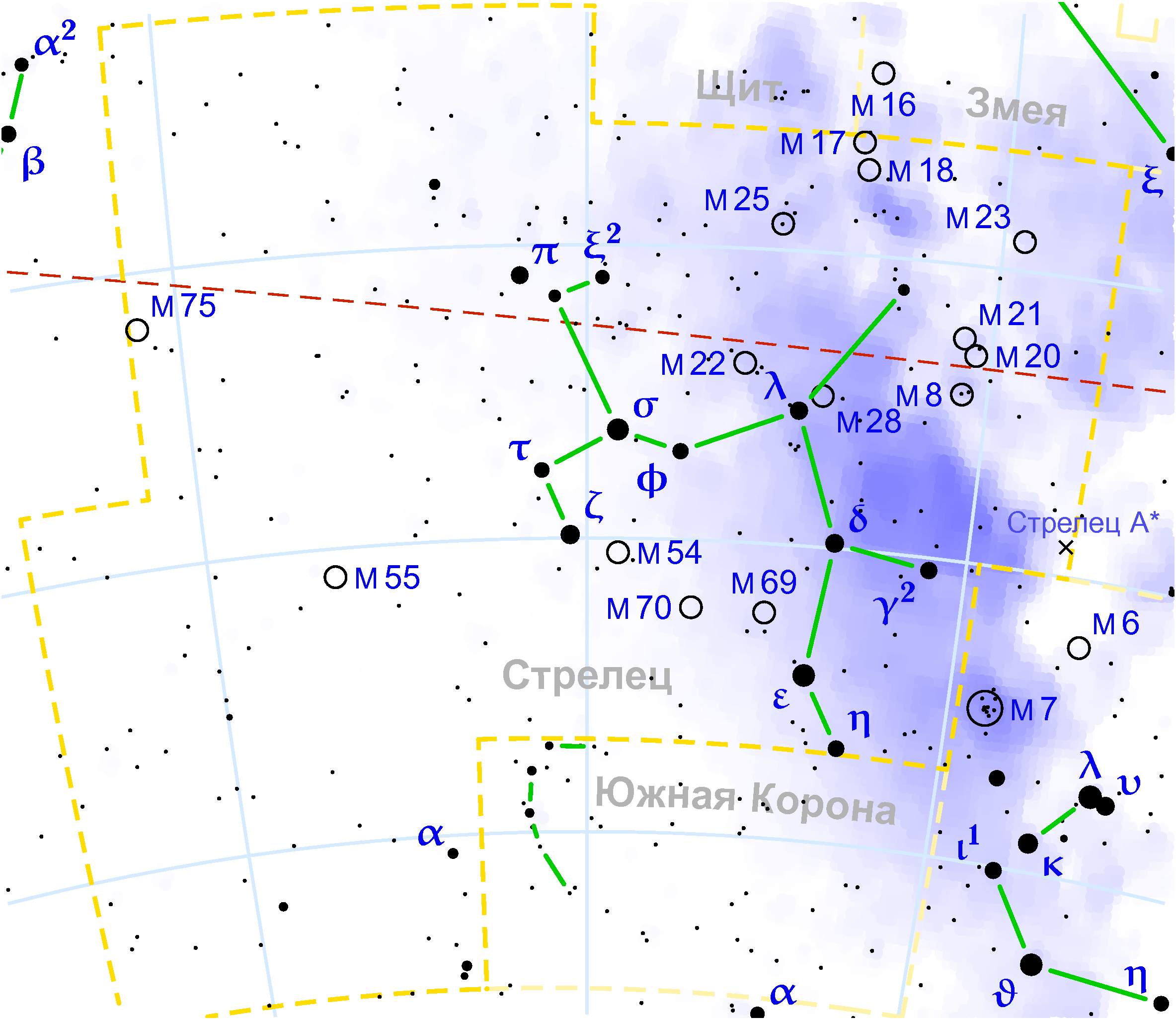
Шаровое скопление M 75 находится в Созвездии Стрельца

## Изображения
Довольно невзрачное шаровое скопление, но легко различимо благодаря значительной поверхностной яркости. Довольно круглый шар из звёзд. Рекордсмен по степени сжатия звёзд. До него порядка 18 килопарсек и угловые размеры на небе — 6 минут дуги.